# Терез Брунсвік
Терез, графиня фон Брунсвік (угор. gróf korompai Brunszvik Teréz) (27 липня, 1775 Братислава, Королівство Угорщина — 23 вересня 1861, Пешт, Королівство Угорщина) була членом угорської знаті, педагогом і послідовником швейцарця Песталоцці. Її батько, Антон Брунсвік, був угорським графом, мати — баронеса Анна Цеберг; мала братів та сестер (Франц, Жозефіна, і Шарлотта).
Графиня фон Брунсвік була засновником дитячих садків в Угорщині з 1 липня 1828, після експерименту Роберта Оуена у Нью-Ланарку, Шотландія, 1816. На підставі власного досвіду Оуен виробив систему «патронату». Створює інститут для формування характеру. В перше десятиліття XIX століття нью-ланаркська фабрика привертала до себе натовпи відвідувачів. На фабриці в Нью-Ланарку була заборонена праця дітей до 10 років і скорочений робочий день до 10 годин 45 хвилин, що було нечуваним нововведенням для того часу, коли серед робітників англійської промисловості значну частину становили діти від 5 до 10 років, які працювали нарівні з дорослими по 14-16 годин на день. Дошкільний заклад став відомим по всій Угорщині і у 1837 році Фрідріх Фребель заснував перший «дитячий сад» в Німеччині.
Терез Брунсвік заснувала Асоціацію жінок в Буді і Пешті та ініціювала інститут для навчання жінок, послідовно підтримували їх рівність.
Одна з учениць Людвіга ван Бетховена. Соната для фортепіано № 24 фа-дієз мажор, op. 78, написана в 1809 році та присвячена саме їй.
Деякі вчені і письменники вважають, що вона, а не її сестра Жозефіна, можливо, була «безсмертною Улюбленою», у котру був закоханий композитор. її мемуари були вперше опубліковані Ла Марою. Пізніше загалу стали доступні щоденники та замітки (до 1813), котрі розкрили багато фактів про відносини між Бетховеном і сім'єю Брунсвік, зокрема, її сестрою Жозефіною.
На честь Брунсвік названі дитячі садки Вечеша, Хевіза, Сарваша, Берліна, Мішкольца, Оросланя, Дьйора, Годмезевашаргея, Секешфегервара, Будапешта.